# Wahlkommunikation
Als Wahlkommunikation bezeichnet man in der Kommunikationswissenschaft eine bestimmte Kommunikationsform (bzw. einen Kommunikationstyp).
Charakteristisch ist, dass
- für eine größere Anzahl potenzieller Empfänger
- eine Vielzahl von Informationen bereitgehalten wird,
- aus denen der Empfänger auswählen kann.

Der Empfängerkreis kann dabei unbestimmt, bestimmt oder bestimmbar sein.
Beispiele sind Bibliotheken, Datenbanken und Fernsehen.